# Geoffrey Lembet
Geoffrey Lembet (ur. 23 września 1988 w Villeneuve-Saint-Georges) – środkowoafrykański piłkarz występujący na pozycji bramkarza we francuskim klubie Stade Rennais.

## Kariera klubowa
Lembet urodził się we Francji w rodzinie pochodzenia środkowoafrykańskiego. Seniorską karierę rozpoczynał w 2007 roku w zespole ES Viry-Châtillon z piątej ligi. W 2008 roku przeszedł do rezerw klubu CS Sedan. W 2011 roku został włączony do jego pierwszej drużyny, grającej w Ligue 2. Zadebiutował tam 16 września 2011 roku w wygranym 3:0 pojedynku z Le Havre AC.
| Sezon   | Klub            | Kraj    | Rozgrywki  | Mecze | Bramki | Rozgrywki Europy | Mecze | Bramki |
| ------- | --------------- | ------- | ---------- | ----- | ------ | ---------------- | ----- | ------ |
| 2011/12 | CS Sedan        | Francja | Ligue 2    | 7     | 0      | –                | –     | –      |
| 2012/13 | CS Sedan        | Francja | Ligue 2    | 0     | 0      | –                | –     | –      |
| 2013/14 | AJ Auxerre      | Francja | Ligue 2    | 5     | 0      | –                | –     | –      |
| 2014/15 | AJ Auxerre      | Francja | Ligue 2    | 20    | 0      | –                | –     | –      |
| 2015/16 | AJ Auxerre      | Francja | Ligue 2    | 2     | 0      | –                | –     | –      |
| 2016/17 | Red Star 93     | Francja | Ligue 2    | 19    | 0      | –                | –     | –      |
| 2017/18 | Stade Lavallois | Francja | National   | 0     | 0      | –                | –     | –      |
| 2018/19 | CS Sedan        | Francja | National 2 | 13    | 0      | –                | –     | –      |
| 2019/20 | CS Sedan        | Francja | National 2 | 16    | 0      | –                | –     | –      |
| 2020/21 | CS Sedan        | Francja | National 2 | 7     | 0      | –                | –     | –      |
| 2021/22 | CS Sedan        | Francja | National   | 28    | 0      | –                | –     | –      |
| 2022/23 | CS Sedan        | Francja | National   | 34    | 0      | –                | –     | –      |
| 2023/24 | Stade Rennais   | Francja | Ligue 1    | 0     | 0      | Liga Europy UEFA | 0     | 0      |

Stan na: 19 sierpnia 2023 r.

## Kariera reprezentacyjna
W reprezentacji Republiki Środkowoafrykańskiej Lembet zadebiutował w 2010 roku.